# Browning M1917
Browning M1917 (nebo jen M1917) je těžký vodou chlazený kulomet, který používala americká armáda a také další státy. Z tohoto kulometu vychází kulomet M1919, který má hlaveň chlazenou vzduchem. Oproti M1919, který měl hlaveň chlazenou vzduchem, mohl M1917 střílet delšími dávkami než M1919, ale byl hůře přenosný. Používaný byl především v pěchotní verzi, ale vyskytoval se občas i na obrněných vozidlech např. jako M3 Half-track a časté byly také dvojité protiletadlové verze tzv. "AA dvojče". Kulomet nemá společné konstrukční prvky s, v té době velmi rozšířeným, kulometem Maxim a ani s kulometem Vickers, jediná podobnost může být systém přebíjení mechanismu.

## Vývoj
Definitivní verze kulometu M1917A1 byla do výzbroje americké armády oficiálně přijata až v roce 1936. V roce 1917, když USA vstoupily do první světové války, se John Browning konečně dočkal a mohl svůj kulomet předvést armádě, jež však neměla velký zájem. Armádu přesvědčily až dva testy, v nichž kulomet vystřílel 20 000 ran resp. 21 000 bez jediné poruchy. Armáda, jež do té doby používala různé druhy kulometů, zavedla M1917 jako hlavní, ale v první světové válce bylo nasazeno jen malé množství těchto kulometů. Po druhé světové válce byly kulomety M1917 nasazeny v korejské a výjimečně i ve vietnamské válce. S příchodem kulometu M60 byl definitivně na začátku 60. let vyřazen.

## Základní parametry
- délka: 980 mm
- délka hlavně: 609 mm
- kadence: 450 – 600 ran/min

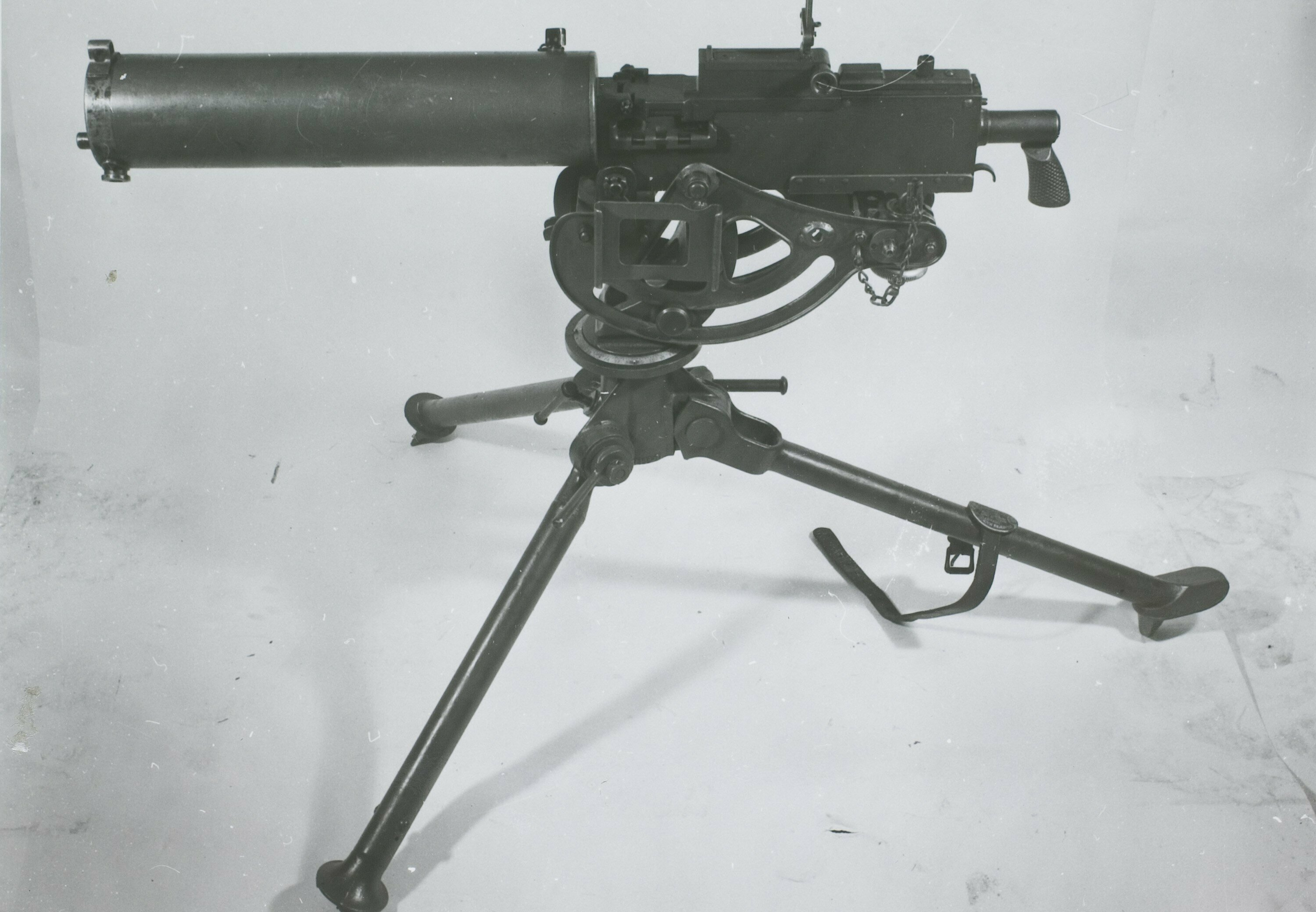
M1917A1 na trojnožce

- zásobování: tkaný pás 100 nebo 250 nábojů

## Varianty
- M1917 – původní verze přijatá do výzbroje a bojově nasazená na sklonku první světové války
- M1917A1 – mírně upravená verze, přijatá do výzbroje v roce 1936
- M1918 – vzduchem chlazený kulomet, určený pro výzbroj letadel, než byl v této roli nahrazen pozdějším M1919

## Uživatelé
- Argentina
- Polsko
- Norsko
- Švédsko
- USA